# Zamek Fourchaud
Zamek Fourchaud (fr. Château de Fourchaud) – zamek znajdujący się w mieście Besson, w departamencie Allier, we Francji.

## Początki zamku Fourchaud
Zamek Fourchaud został wybudowany pomiędzy XIV, a XVI wiekiem. W 1351 budynek należał do Jeana Mareschala. Później przejęła go rodzina Hugon. W 1625 Mareschal ustąpił miejsca Pierre’owi Hugonowi. W 1741 jego potomkowie nadal byli właścicielami zamku Fourchaud. W  1775 budowla była w posiadaniu markiza z Tilly, który był też jednym z nabywców zamku Vieux-Bost – (fr. Château du Vieux-Bost). Zamek Vieux-Bost znajdował się w posiadaniu rodziny markiza od 1668. To dzięki niemu zamek Fourchaud znalazł się później w posiadaniu panów z Tilly.
Obiekt Fourchaud należy dziś do potomków Burbonów i książąt Parmy, odległych spadkobierców rodziny Roussel z Tilly. Po długim okresie opuszczenia zamek jest przedmiotem szeroko zakrojonej kampanii restauracyjnej, prowadzonej od lat przez jego właściciela – księcia, Charlesa-Henriego z Lobkowiczów, spadkobiercę jego matki, urodzonej księżniczki Burbon-Parmeńskiej.

## Historia zamku

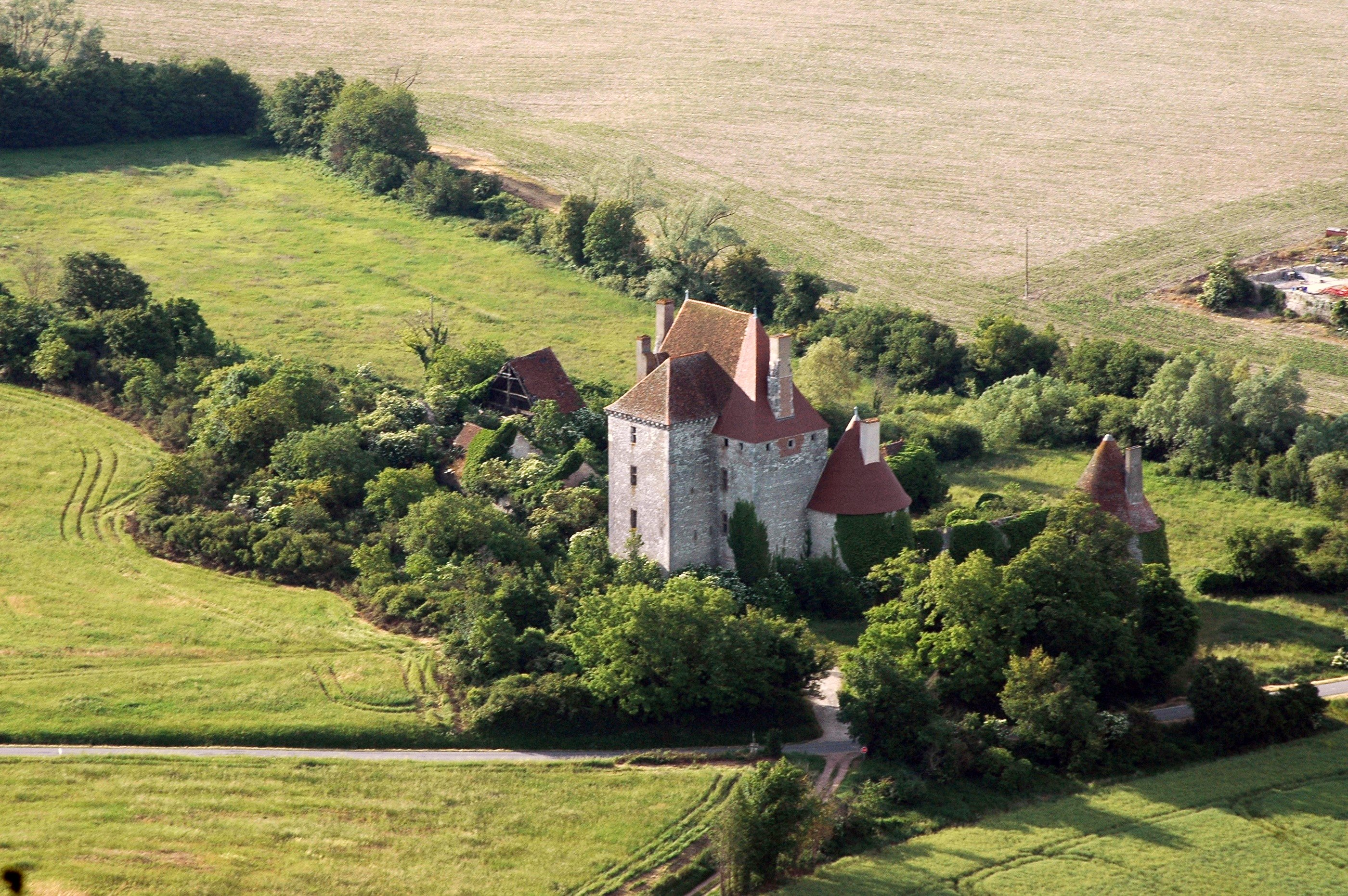
Zamek Fourchaud

W XV wieku, na miejscu dzisiejszego zamku powstała warownia. Prosty budynek o podstawie kwadratu, z prostymi, poziomymi i pionowymi podziałami wewnętrznymi. Dwa sklepione pokoje na parterze, na piętrze i dwa na poddaszu. Warownia posiadała dwie duże, okrągłe wieże z kątami bocznymi i małą wieżyczką z przodu zamku.
W XIX wieku zbudowano nowy zamek na posesji doprowadzając w ten sposób do stopniowego porzucenia starego zamku, który w XX wieku uległ zniszczeniu. Infiltracja wody spowodowała obsunięcie się pokryw w niektórych częściach zamku. Pogorszył się także wygląd ram i podłóg. Po tym zdarzeniu zaprzestano odbudowy majątku. Nieremontowany obiekt popadł w kompletną ruinę. Opuszczenie zamku sprzyjało również rozwojowi pasożytniczej roślinności, która w 1994 objęła wszystkie budynki aż po dachy, a także otaczające je ściany.
W latach 1994–2001 zamek dalej był w stanie ruiny, a większość dachów musiała zostać pilnie skonsolidowana, aby zapobiec dalszemu procesowi niszczenia. Wieża północno-zachodnia i wieża południowo-zachodnia też wymagały szybkiej interwencji. Ostatni raz zostały pokryte papą w 1987.
Książę Charles-Henri jest obecnie właścicielem czterech zamków znajdujących się w Burbonii, którym stara się przywrócić dawny wygląd przy pomocy miejscowej ludności, w tym zamkowi Fourchaud.
Zachodnia ściana osłonowa i okrągła wieża zostały sklasyfikowane jako zabytki 30 maja 1932.